# Campeonato Piauiense 2023
El Campeonato Piauiense de Fútbol 2023 fue la 83.ª edición de la primera división de fútbol del estado de Piauí. El torneo fue organizado por la Federação de Futebol do Piauí (FFP). El torneo comenzó el 7 de enero y finalizó el 15 de abril.
Ríver se consagró campeón por trigésimo segunda vez tras ganar por ventaja deportiva en la final al Fluminense de Teresina.

## Sistema de juego[2]

### Primera fase
Los 7 equipos se enfrentan en modalidad de todos contra todos en partidos de ida y vuelta. Culminadas las catorce fechas, el último equipo posicionado en la tabla de posiciones desciende a la Segunda División. Mientras que los cuatro primeros clasifican a la segunda fase.

### Segunda fase
- Semifinales: Los enfrentamientos son a doble partido y se emparejan con respecto al puntaje de la primera fase, de la siguiente forma:
  - 1.º vs. 4.º
  - 2.º vs. 3.º

- Final: Los dos ganadores de las semifinales disputan la final, se juega de igual manera a doble partido.

- Nota 1: En caso de empate en puntos y diferencia de goles en cualquier llave, se declarará ganador al equipo que obtuvo mayor puntaje durante la primera fase.
- Nota 2: Tanto en las semifinales como en la final, el equipo con menor puntaje en la primera fase comienza la llave como local.

## Equipos participantes
| Equipo            | Ciudad      | Estadio (Capacidad)      | Posición 2022      | Títulos (último) |
| ----------------- | ----------- | ------------------------ | ------------------ | ---------------- |
| 4 de Julho        | Piripiri    | Arena Ytacoatyara (8500) | 4.º                | 4 (2020)         |
| Altos             | Altos       | Felipão (3000)           | 3.º                | 3 (2021)         |
| Comercial         | Campo Maior | Deusdeth de Melo (4000)  | 1.º (2.ª división) | 1 (2010)         |
| Corisabbá         | Floriano    | Tibeirão (4500)          | 6.º                | 1 (1995)         |
| Fluminense Piauí  | Teresina    | Albertão (44 200)        | Campeón            | 1 (2022)         |
| Parnahyba         | Parnaíba    | Piscinão (4700)          | 2.º                | 13 (2013)        |
| Ríver Piauí       | Teresina    | Albertão (44 200)        | 5.º                | 31 (2019)        |
| Ferroviário Piauí | Parnaíba    | Piscinão (4700)          | 2.º (2.ª división) | 0                |

| Crecimiento | Equipos provenientes del Campeonato Piauiense de Segunda División 2022. |

## Primera fase

### Tabla de posiciones
| Pos. | Equipo            | Pts. | PJ | G | E | P  | GF | GC | Dif. | Clasificación          |
| ---- | ----------------- | ---- | -- | - | - | -- | -- | -- | ---- | ---------------------- |
| 1    | Ríver Piauí       | 31   | 14 | 9 | 4 | 1  | 29 | 11 | +18  | Segunda fase.          |
| 2    | Fluminense Piauí  | 31   | 14 | 9 | 4 | 1  | 24 | 9  | +15  | Segunda fase.          |
| 3    | Altos             | 25   | 14 | 7 | 4 | 3  | 21 | 10 | +11  | Segunda fase.          |
| 4    | Parnahyba         | 20   | 14 | 4 | 8 | 2  | 17 | 11 | +6   | Segunda fase.          |
| 5    | 4 de Julho        | 16   | 14 | 4 | 4 | 6  | 14 | 14 | 0    |                        |
| 6    | Corisabbá         | 13   | 14 | 4 | 4 | 6  | 20 | 18 | +2   |                        |
| 7    | Comercial         | 12   | 14 | 5 | 0 | 9  | 13 | 23 | −10  | Descenso de categoría. |
| 8    | Ferroviário Piauí | 0    | 14 | 0 | 0 | 14 | 0  | 42 | −42  | Descenso de categoría. |

 Fuente: FFP
Criterios de clasificación: 1) Puntos; 2) Partidos ganados; 3) Diferencia de gol; 4) Goles anotados; 5) Menor cantidad de tarjetas rojas; 6) Menor cantidad de tarjetas amarillas; 7) Sorteo.
Notas:
1. ↑  Fueron sancionados con la pérdida de 3 puntos debido a la alineación indebida de dos jugadores en el duelo ante Comercial en la fecha 12.[4]
2. ↑  Fueron sancionados con la pérdida de 3 puntos debido a la alineación indebida de un jugador en el duelo ante River en la fecha 13.[5]

### Resultados
| Local \ Visitante | 4JU | ALT | COM | COR | FER | FLU | PAR | RIV |
| ----------------- | --- | --- | --- | --- | --- | --- | --- | --- |
| 4 de Julho        | —   | 0–0 | 2–3 | 0–0 | 3–0 | 1–3 | 0–0 | 1–1 |
| Altos             | 0–1 | —   | 2–0 | 2–1 | 3–0 | 0–0 | 0–0 | 3–1 |
| Comercial         | 0–1 | 1–2 | —   | 2–1 | 3–0 | 0–1 | 0–1 | 0–4 |
| Corisabbá         | 2–1 | 0–3 | 4–0 | —   | 3–0 | 1–2 | 1–1 | 1–1 |
| Ferroviário Piauí | 0–3 | 0–3 | 0–3 | 0–3 | —   | 0–3 | 0–3 | 0–3 |
| Fluminense Piauí  | 1–0 | 2–1 | 3–0 | 2–1 | 3–0 | —   | 0–0 | 0–1 |
| Parnahyba         | 2–0 | 1–1 | 0–1 | 2–2 | 3–0 | 2–2 | —   | 2–2 |
| Ríver Piauí       | 2–1 | 3–1 | 2–0 | 2–0 | 3–0 | 2–2 | 2–0 | —   |

## Segunda fase

#### Cuadro de desarrollo
|  | Semifinales              | Semifinales              | Semifinales              | Semifinales              | Semifinales              |   |   | Final           | Final           | Final           | Final           | Final           |  |
|  | 29 de marzo y 1 de abril | 29 de marzo y 1 de abril | 29 de marzo y 1 de abril | 29 de marzo y 1 de abril | 29 de marzo y 1 de abril |   |   | 9 y 15 de abril | 9 y 15 de abril | 9 y 15 de abril | 9 y 15 de abril | 9 y 15 de abril |  |
|  |                          |                          |                          |                          |                          |   |   |                 |                 |                 |                 |                 |  |
|  |                          |                          |                          |                          |                          |   |   |                 |                 |                 |                 |                 |  |
|  | 1                        | Ríver Piauí              | 2                        | 0                        | 2                        |   |   |                 |                 |                 |                 |                 |  |
|  | 1                        | Ríver Piauí              | 2                        | 0                        | 2                        |   |   |                 |                 |                 |                 |                 |  |
|  | 4                        | Parnahyba                | 0                        | 0                        | 0                        |   |   |                 |                 |                 |                 |                 |  |
|  | 4                        | Parnahyba                | 0                        | 0                        | 0                        |   | 1 | Ríver Piauí     | 0               | 1               | 1               |                 |  |
|  |                          |                          |                          |                          |                          |   | 1 | Ríver Piauí     | 0               | 1               | 1               |                 |  |
|  |                          |                          | 2                        | Fluminense Piauí         | 1                        | 0 | 1 |                 |                 |                 |                 |                 |  |
|  | 2                        | Fluminense Piauí         | 2                        | Fluminense Piauí         | 1                        | 0 | 1 | 0               | 2               | 2               |                 |                 |  |
|  | 2                        | Fluminense Piauí         |                          |                          |                          |   |   | 0               | 2               | 2               |                 |                 |  |
|  | 3                        | Altos                    | 1                        | 1                        | 2                        |   |   |                 |                 |                 |                 |                 |  |
|  | 3                        | Altos                    | 1                        | 1                        | 2                        |   |   |                 |                 |                 |                 |                 |  |
|  |                          |                          |                          |                          |                          |   |   |                 |                 |                 |                 |                 |  |

Nota: El equipo que ocupa la primera línea es el que define la serie como local.

| Bandera del estado de Piauí |
| Campeón                     |
| Ríver Piauí 32.° título     |

## Clasificación final
| Pos. | Equipo            | Pts. | PJ | G  | E | P  | GF | GC | Dif. | Clasificación                                              |
| ---- | ----------------- | ---- | -- | -- | - | -- | -- | -- | ---- | ---------------------------------------------------------- |
| 1.°  | Ríver Piauí (C)   | 38   | 18 | 11 | 5 | 2  | 32 | 12 | +20  | Copa de Brasil 2024, Copa do Nordeste 2024 y Serie D 2024. |
| 2.°  | Fluminense Piauí  | 37   | 18 | 11 | 4 | 3  | 27 | 12 | +15  | Copa de Brasil 2024 y Serie D 2024.                        |
| 3.°  | Altos             | 28   | 16 | 8  | 4 | 4  | 23 | 12 | +11  | Pre-Copa do Nordeste 2024 y Serie D 2024.                  |
| 4.°  | Parnahyba         | 21   | 16 | 4  | 9 | 3  | 17 | 13 | +4   |                                                            |
| 5.°  | 4 de Julho        | 16   | 14 | 4  | 4 | 6  | 14 | 14 | 0    |                                                            |
| 6.°  | Corisabbá         | 13   | 14 | 4  | 4 | 6  | 20 | 18 | +2   |                                                            |
| 7.°  | Comercial         | 12   | 14 | 5  | 0 | 9  | 13 | 23 | −10  | Segunda División 2024.                                     |
| 8.°  | Ferroviário Piauí | 0    | 14 | 0  | 0 | 14 | 0  | 42 | −42  | Descalificación y descenso del campeonato.                 |

Reglas de clasificación: 1) Puntos; 2) Partidos ganados; 3) Diferencia de gol; 4) Goles anotados; 5) Menor cantidad de tarjetas rojas; 6) Menor cantidad de tarjetas amarillas; 7) Sorteo.